# Teoria corpuscular da luz
A teoria corpuscular da luz, baseada na ideia grega de atomismo da Antiguidade, descreve que a luz é composta por partículas discretas denominadas "corpúsculos", que descrevem uma trajetória em linha reta, com velocidade limitada. Esse modelo foi experimentado pelo físico inglês Isaac Newton, no século XVII, e persistiu até o desenvolvimento da teoria ondulatória de Christiaan Huygens.

## O Modelo
Esse modelo surgiu no século XVII, quando o físico inglês Isaac Newton propôs de forma implícita e argumentativa, através de seus experimentos, que a natureza física da luz era material, ou seja, a luz consistia em um fluxo de partículas microscópicas propagadas por fontes luminosas. Por conta de sua popularidade, sua ideia tomou grande força. Ela também foi capaz de explicar diferentes fenômenos ópticos (por exemplo: a reflexão e a refração, que foram descobertos nessa época), e concordavam com sua teoria de criação do mundo de corpos materiais se movimentando, assim, sendo possível distinguir muitas grandezas simultaneamente.
Apesar da popularidade, Newton passou por diversos debates para tentar defender sua teoria, que foi considerada, cientificamente, uma das mais bem elaboradas da época. Ele então cravou uma batalha com a teoria de outro físico conhecido: Robert Hooke. A natureza da luz passou, então, a ser estudada por outros cientistas, um deles Christiaan Huygens, ganhando destaque também pelos seguidores de Newton no século XVIII.
A teoria corpuscular só foi invalidada após 100 anos de experiências mal sucedidas, que tentavam decifrar os fenômenos de difração, interferência e polarização da luz, posteriormente explicados pela teoria ondulatória de Huygens.
No século XIX a pesquisa de Huygens foi aperfeiçoada por Thomas Young e Augustin Fresnel, rejeitando de vez a teoria corpuscular.
Foi então afirmado que a luz é uma onda, assim como o som. Esse modelo tomou credibilidade através do experimento feito por Thomas Young, conhecido como Experimento de Fenda Dupla (1801), que foi capaz de decifrar os fenômenos que a teoria corpuscular não conseguiu explicar.
Vale lembrar que essa teoria corpuscular não é a mesma conhecida atualmente, que dita a dualidade onda-partícula da onda.

## O Argumento
Para comprovar sua teoria, Isaac Newton argumentava que a natureza da óptica geométrica de reflexão e refração da luz só poderia ser validada se a luz fosse feita de partículas, já que as ondas não obedecem uma trajetória em linha reta. Em seu julgamento, ele realizou 44 diferentes experiências sobre a física da luz. Um deles consistia em um feixe de luz incidindo sobre dois prismas, dispostos em uma certa angulação em que a divisão de luz deveria seguir por um espectro ao passar pelo primeiro prisma e ao passar pelo segundo deveria ser recomposta, ou seja, retornar como luz branca. O experimento foi um sucesso e, então, Newton concluiu que a luz era feita de partículas que viajavam em linha reta.